# الجمعة بني حبيبي
الجمعة بني حبيبي هي بلدية تابعة إقليميا إلى دائرة العنصر ولاية جيجل. تقع في الشمال الشرقي للولاية، يحدها من الشمال كل من بلديتي سيدي عبد العزيز وواد عجول، من الشرق بلدية العنصر، من الجنوب بوراوي بلهادف ومن الغرب برج الطهر، مشاتي البلدية: القعدة (الزاوية) مركز البلدية، بني معزوز، تيسبيلان، الطيانة، أولاد فاتج، أولاد معقل، حيان، الحوش، تامزرار، بوعامر، محسن.

## أصل التسمية
اسمها مركب من العبارتين الجمعة وبني حبيبي، أما الجمعة بفتح الجيم فهو في الحقيقة يوم الجُمعة، وقد اقترن هذا اليوم بهذه المنطقة نسبة إلى السوق التي كانت تُقام بها في هذا اليوم من كل أسبوع، حيث يلتقي سكان المناطق الأخرى بالسكان المحليين يبيعون ويبتاعون ويتبادلون المنتجات الفلاحية والنسيجية وغيرهما، كما أن هذا الملتقى كان عبارة عن فرصة للتعارف وتبادل الأخبار حيث لم تكن وسائل الاتصال متوفرة كالآن، ويعود هذا التقليد في المنطقة إلى ما قبل القرن التاسع عشر ولا يزال إلى يومنا هذا، وأما عن الشطر الثاني «بني حبيبي» فهو اسم التجمع القبلي الذي عاش في هذه المنطقة من القرون الوسطى إلى عهد البايات العثمانيين ثم إلى ما بعد ذلك، ولا تزال بعض العائلات البالغ نسبها إلى هذا الأصل تعيش في هذه المنطقة إلى اليوم.

## التاريخ

### 1- العصور البدائية
منطقة الجمعة بني حبيبي هي جزء من امتداد جغرافي ذو أصل واحد يسمى بقبائل الحدرة أو القبائل الصغرى، يمتد من واد بوغريون في خليج بجاية إلى منطقة رأس العشايش غرب القل، ويمكن ان نمثل هذ الامتداد الجغرافي بولاية جيجل بحدودها الحالية أو أكثر من ذلك بقليل. هذه المنطقة في معظمها عبارة عن سلاسل جبلية كثيفة الغابات، كانت في الماضي مليئة بالوحوش كالأسود والنمور والضباع ما جعل الإنسان ينفر من هذه المنطقة ولا يعمرها، رغم هذا لا يمكن النفي بأنه عاشت في هذه المنطقة بعض التجمعات القبلية البدائية.

### 2- العهدين الفينيقي والروماني
إن انعدام المراجع التي تتحدث عن تاريخ هذه المنطقة في العصر القديم يجعل الحديث في هذا الموضوع صعب جدا ويخلي المجال لاستنباطات أو بالأحرى تكهنات بوجود حياة من عدمها في هذه المنطقة في العصور القديمة، لكن بعض المعطيات تكاد تجعلنا نسلم بأنه على الأقل في وقت ما بين العهدين الفينيقي والروماني استقر الإنسان في هذه المنطقة وعمرها، ودليل ذلك بقايا قبور على النمط الروماني في منطقة «مرفوعة» ويسميها السكان المحليين بلهجتهم العامية «لقبور دي الجوهالا» أي قبور المجهولين، لكن للأسف لحق بها الضرر عندما أقيمت بها مستثمرة فلاحية حكومية في السبعينات من القرن العشرين، ويقال كذلك أن في منطقة القعدة وبالضبط في المنطقة المسماة «البطاحي» توجد بعض آثار بنايات قديمة مدفونة تحت الأرض حيث أن الموقع غطته الأتربة شيئا فشيئا بفعل السيول، ويقال كذلك أنه توجد بقايا ممر روماني كان يربط البحر بالمناطق الداخلية عابرا غابات وأحراش بني حبيبي وبني فتح قرب واد يرجانة، هذه البقايا على شكل أحجار متراصة مغطاة بالأتربة، وفي انتظار دراسة انتربولوجية معمقة نستخلص أنه قد وجد الإنسان في هذه المنطقة منذ القدم لكنه لم يعمرها بالشكل الذي يترك بصمات واضحة على التاريخ[بحاجة لمصدر].

### 3- ما قبل العهد الفرنسي
أهم المراجع التي يمكن الاعتماد عليها في دراسة تاريخ المنطقة في هذه الفترة هي المراجع الاستعمارية، لأن الفرنسيين اعطوا وصفا دقيقا لما وجدوا عليه السكان عندما احتلوا هذه المناطق، وقد خلص المؤرخون إلى أن نمط حياة سكان هذه المناطق لم يتغير منذ عصر الفتوحات الإسلامية إلى ما قبل رحيل الفرنسيين مرورا بعصر الدويلات الإسلامية فالعهد العثماني، وهذا مقتطف مما نُشر في الجريدة الرسمية الفرنسية عام 1867 عن بني حبيبي [بحاجة لمصدر].

### 4- العهد الفرنسي
بعد احتلال مدينة جيجل سنة 1839 م، أراد المستعمر الفرنسي بسط سيطرته على كل القبائل والأعراش المحيطة، فكانت له محاولات كثيرة يقوم خلالها بخرجات عسكرية نحو القبائل انطلاقا من مدينة جيجل، لكن في كل مرة ينال منه الفشل ويعود إلى المدينة حيث يتحصن، بل أكثر من ذلك، فأحيانا تلاحقه فرق من القبائل حتى يبلغ أسوار جيجل، واستمر الوضع على هذا الحال حتى سنة 1851 م.

#### أ- مجزرة سانت آرنو
خرج الجنرال سانت آرنو من مدينة ميلة يوم الجمعة 9 ماي 1851 م بجيش كبير قاصدا مناطق الشمال القسنطيني حيث تقطن القبائل التي لم يتم بعد اخضاعها رغم المحاولات الكثيرة التي قام بها المستعمر منذ العام 1839 م، سالكا الطريق المارة عبر بني خطاب، أولاد عسكر، بني عيشة، بني فتح وبني حبيبي ومن ثم نحو مدينة جيجل. وما إن سمعت القبائل بانطلاق حملة الجنرال سانت آرنو حتى سارعت إلى لم شملها وإعداد المقاومين لسد الطريق عليه، وبالفعل تم التنسيق بين القبائل وإعداد جيش من المقاومين قوامه أكثر من 4000 مقاتل.
بعد يومين من انطلاق الحملة وبالضبط يوم 11 ماي كان الجنرال سانت آرنو قد بلغ بجيشه مرتفعات أولاد عسكر، فما إن دخل أراضي القبائل حتى انقضت عليه فرق من المقاومين في معركة شرسة دامت نهارا كاملا، تكبد خلالها المستعمر بعض الخسائر ما عطل سير الحملة، وقد تعودت فرنسا في مثل هذه الحالات الانتقام من الابرياء من الشيوخ والعجائز والأطفال حيث قتلت منهم الكثير وأحرقت المنازل وخربت القرى، وعاودت القافلة مسيرتها حتى بلغت منطقة الركابة في بني عيشة يوم 13 ماي أين تلقى الجنرال وجيشه ضربة قاسية من طرف مقاومي القبائل وألحقوا به خسائر كبيرة قدرت حسبهم بخمسين قتيلا ومائتي جريح، فلجأ الجنرال إلى قانون الأرض المحروقة وبدأ في اليوم التالي في عملياته البربرية من تقتيل ونهب وحرق وتخريب ضد سكان كل من بني عيشة، بني حبيبي وتايلمام، وقد بلغ عدد الضحايا في هذه المجازر أكثر من 400 قتيل و1000 جريح، أغلبهم من الصبيان والعجائز الذين لا يستطيعون الفرار، وبهذا تكون بني حبيبي قد رفعت راية الخضوع للمستعمر، وتم بعد ذلك تنصيب الإداريين والقياد والقضاة وبدأ عصر سلطة جديدة دامت طويلا[بحاجة لمصدر].

#### ب- ثورة أولاد عيدون
في عام 1860 م قامت السلطات الاستعمارية الفرنسية بإنشاء المكتب العربي بالميلية لتسيير شؤون قبائل المنطقة أولاد عيدون، مشاط، بني تليلان، بني خطاب وأولاد عواط وغيرهم، وأنشأت برج الميلية الذي تولت حراسته فرقة عسكرية فرنسية بمساعدة مجندين جزائريين.[بحاجة لمصدر].
في عام 1864 م قامت بعض قبائل الضفة الغربية للواد الكبير والتابعة إداريا لمكتب الميلية بمحاولة التمرد على السلطات الاستعمارية ومساندة ثورة جبال البابور، لكن السلطات الاستعمارية ردعت هذا العصيان مجندة لذلك جماعات من قبيلة أولاد عيدون التي كانت لها بعض العداءات القبلية مع بعض جيرانها، حيث تم تحصين برج الميلية وتكثيف ضربات المدفعية حتى تم القضاء على هذه الحركة، وبهذا أصبحت قبيلة أولاد عيدون في نظر القبائل الأخرى خارجة عن الملة، واستمرت هذه الحساسية بضع سنين، لكن أعراش أولاد عيدون لم يُرضها هذا الوضع وقررت القيام بما يُحسّن نظرة الآخرين لها.
في مساء ممطر من يوم الاثنين 13 فيفري 1871 م، وعندما بدأ التجار بالوفود من كل القبائل إلى الميلية محملين بمختلف السلع استعدادا لسوق الثلاثاء الاسبوعية، والتي تقام على بعد 1200 متر من برج الميلية العسكري، قامت جماعة من حوالي مائة فرد من أولاد حنش، أولاد عربي وأولاد بوزيد وكلهم من قبيلة أولاد عيدون بالهجوم على السوق ونهب السلع والتخريب وإثارة البلبلة والصراخ، وكل ذلك للفت انتباه الجنود الفرنسيين المرابطين بالبرج وحملهم على القدوم إلى السوق لبسط الأمن وإعادة الأمور إلى طبيعتها، فيخلو الجو لآخرين فيهاجمو البرج ويحتلوه، لكن أفراد الفرقة الفرنسية المتواجدة بالبرج لم ينتبهوا لما حدث، حتى كان يوم الغد وجدوا أنفسهم محاصرين داخل محيط البرج، وبهذا انطلقت ثورة أولاد عيدون التي دامت أسبوعين وشارك فيها العديد من القبائل، لكن تم القضاء على هذه الثورة يوم 27 من نفس الشهر على يد الجنرال بوجي، ودون الخوض في تفاصيل هذه الأحداث، نشير فقط أنه قد لجأ إلى البرج والاحتماء به حوالي 170 من الجزائريين العاملين مع السلطات الاستعمارية من القياد والقضاة والمجندين مع الفرنسيين، وقد كان من بينهم مرابطان بارزان هما بلقاسم بن علي الدرويش من قبيلة تايلمام وعلي بن فيالة من قبيلة بني حبيبي، والذان يتمتعان باحترام من السلطات الفرنسية، وسبق لهما أن ساعدا في إنقاذ بعض الأوروبيين في أحداث برج لاكروا عام 1860 م، يقول لويس رين في وصفه لعلي بن فيالة «كان رجلا ذكيا، صريحا خفيف الروح، صائدا ماهرا وجنديا ممتازا، صبورا لكنه عنيفا، ولقد اضطر لتقديم استقالته من القضاء...».[بحاجة لمصدر].

## الموقع والسكان

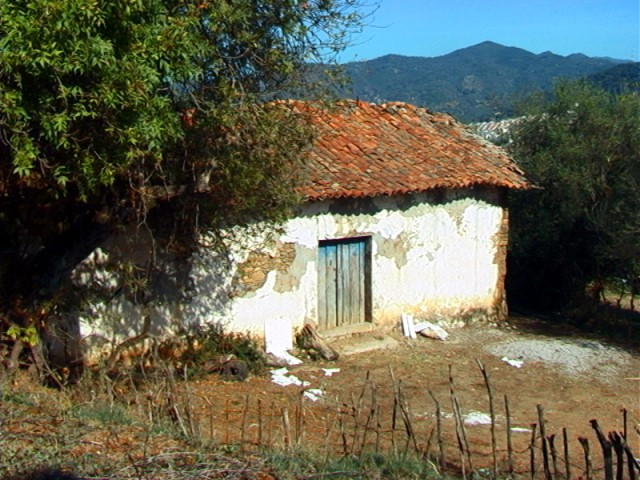
أحد البيوت القديمة بأعالي الجمعة

### 1- الموقع
تقع قبيلة بني حبيبي شرق مدينة جيجل بحوالي 40 كم. تبدأ أراضيها من الضفة اليسرى للوادي الكبير، وتأخذ في الارتفاع إلى القرب من جبل سدات. مساحة أراضيها 7491 هكتارا، يحدها من الشمال عرشي بني بلعيد، الجناح وبني صالح، ومن الغرب بني يدر وبني معمر، ومن الجنوب بني عيشة، بني فتح وبني يدر، ومن الشرق تايلمام وبني مسلم. تربتها خصبة على العموم رغم وعورة تضاريسها المملوءة بأشجار الفلين والزيتون، أما أشجار الفواكه فقليلة. أعيان القبيلة يقولون أن أصلهم من المغرب، ولم يخضعوا للأتراك، كما لم يستسلموا للفرنسيين إلا بعد حملات 1851، 1852 م، عددهم 2349 نسمة، يسكنون 502 كوخا، يعيشون من الفلاحة وتربية الحيوانات والنحل، أهم منتوجاتهم الشعير والقمح والذرة بجميع أنواعها وزيت الزيتون والبقول وغيرها. كانوا يحرثون الأرض بحوالي 125 محراث، ويملكون 161 من الخيول والبغال، وحوالي 1179 رأسا من البقر، و4690 من الماعز والغنم و91 خلية نحل... "[بحاجة لمصدر]. هذا وصف الفرنسيين لقبيلة بني حبيبي عام 1867 م، وهو حسب المؤرخين نفس حال القبيلة قبل ذلك بقرون، وإنما تغيرت الأرقام فقط.

## 2- السكان
السكان الذين عمروا هذه المناطق كانوا يعيشون بالنمط العشائري، وهو نمط تقليدي بسيط يكون فيه الحكم لأعيان القبيلة فيما يخص القضاء والنزاعات والعلاقات الخارجية. ويبدو أن سكان بني حبيبي من فروع قبيلة كتامة البربرية، اختلطوا شيئا فشيئا بالعرب بعد القرن الثاني عشر الميلادي عندما قدم الموحدون المغاربة لتحرير مدينة جيجل عام 1153 م، فاستقر معهم عدد من الفقهاء لغرض التعليم، ونستطيع أن نذكر أحدهم يدعى أحمد العابد، وهو شريف مغربي من نسل عبد السلام بن مشيش، تقول عنه الروايات المتواترة أنه قدم من المغرب مبحرا في بداية القرن الثالث عشر الميلادي، واستقر في مكان قرب قبيلة الجناح، لكنه هجرهم بعد فترة لأنهم آذوه وانتقل جنوبا نحو قبيلة بني حبيبي حيث وجد مستقره عندهم، والتف حوله السكان وأقاموا له جامعا يُحفظ فيه الناس القرآن ويعلمهم تعاليم الدين الإسلامي، وكان على ذلك حتى وافته منيته نحو 1281 م، فقبروه داخل جامعه، ولا يزال ضريحه المتواجد بجبل حيان مزارا إلى اليوم، هذا وقد دُفن في نفس الجامع إبنه محمد الذي توفي بعده بحوالي عشرون عاما. ومن بين من أخذ عنه العلم شاب من بني حبيبي يقال له البصير (لبصير) الذي سار على طريق شيخه وزادها من التصوف، فكان يوصف بالتدين الشديد والزهد.
من أهم ما ميز قبيلة بني حبيبي عن القبائل المجاورة في هذه الفترة أن أراضيها الشرقية تنتهي بسهل فسيح يتوسط سلسلة من الجبال تابعة لعدد من القبائل والعشائر أمثال بني فتح، بني عيشة، تايلمام، بني وجهان، بني مسلم، بني بلعيد، بني معزوز، الجناح، بني صالح، بني يدر، أولاد عواط وغيرهم، حيث كان هذا السهل بمثابة مركز تجاري لكل هذه القبائل، فكان التقليد أن يلتقي السكان المحليين كل جمعة بالقادمين من المناطق الأخرى يبيعون ويبتاعون ويتبادلون المنتوجات الفلاحية والنسيجية وغيرهما، فيما يُعرف بالسوق الاسبوعية.

## النشاط الاقتصادي
أهم النشاطات الاقتصادية التي يمارسها سكان البلدية: الفلاحة، خياطة الملابس وبعض النشاطات التقليدية الأخرى.

كانت سوق الجمعة الأسبوعية في هذه الفترة من أهم أسواق المنطقة الشرقية كلها، حيث كان الفلاحون والتجار يأتونها من كل القبائل محملين بمختلف المنتوجات الزراعية كالقمح والشعير والذرة والتمور وغيرها بالإضافة إلى المنتوجات الموسمية كالخضر والفواكه والبقول، وأعداد كبيرة من الماشية والحيوانات النفعية كالأبقار والأغنام والماعز والخيول والبغال والحمير والأرانب والدجاج، ومختلف المنتوجات النسيجية والجلدية والأفرشة والزرابي والأدوات المعدنية كالفؤوس والمناجل وحدوات الخيول وغير ذلك. وكانوا يبدأون بالتوافد جماعات جماعات من صباح يوم الخميس وحتى صباح يوم الجمعة، ويقومون بإنشاء منصات خشبية لعرض سلعهم، ومنهم من يعرضها على الأرض، والبعض الآخر يملكون أكواخا دائمة، وآخرون في عرباتهم، وكل بمقدرته وحسب نوع السلع التي يبيعها، ومنهم من يقيم مقاهٍ ومشاو في الهواء الطلق على الأفرشة العشبية والقطع الخشبية المسندة على الأحجار، وبعضهم الآخر يغتنم هذه الفرصة لإذاعة الأخبار السارة والدعوات والنعايا، ويستمر الحال كذلك حتى مساء يوم الجمعة، حيث يبدأ جموع الوافدين بالمغادرة آملين في سوق قادمة أفضل وأكثر ربحا.

## النشاط الرياضي
تعتبر مدينة الجمعة بني حبيبي منبعا للرياضيين الممتازين رغم عدم إيجاد الكثير منهم الرعاية الكافية وخاصة في كرة القدم
- شباب الجمعة بني حبيبي JSDBH:

الذي أنشئ سنة 1936 وينشط حاليا في الدرجة الثانية (بطولة الولائية ولاية جيجل)وسبق للنادي ان لعب في البطولة الوطنية القسم الثاني ولقدكان العديد من الاندية مهتمة بلاعبين الفريق الدين كانو يصنعون الفرجة اينما كانوا من بين الاندية مولودية الجزائر-شباب جيجل مولودية وهران-وشبيبة بجاية وألوان الفريق الأساسية الأحمر والأبيض والذي يأخد من ملعب البلدي مقرا له من أبرز إنجازاته. إضافة إلى ذلك يعد فريق شباب الجمعة بني حبيبي من أقوى الفرق رياضية في الولاية حيت لديه جمهور عريض المعروف بالمناصرة الفريق في كل وقت.

## أحياء وقرى البلدية
القعدة (الزاوية) مركز البلدية، بني معزوز، تيسبيلان، الطيانة، أولاد فاتج، أولاد معقل، حيان، الحوش، تامزرار، بوعامر محسن، ارسى ، تيمجدران .